# 江苏省邳州市运河中学
江苏省运河中学位于江苏省邳州市，创办于1920年，分为初中部与高中部，初名为邳县甲种师范讲习班，随1992年徐州市下属邳县撤县建立邳州市时改为运河中学，1993年经过江苏省教委验收为江苏省重点中学，2004年晋升为江苏省四星级普通高级中学。
江苏省运河中学在八十年代曾连续多年高考成绩位居徐州市六县市之首，即“九连冠”时期，被当时省长顾秀莲颁发嘉奖状。